# Gömör-áttörés

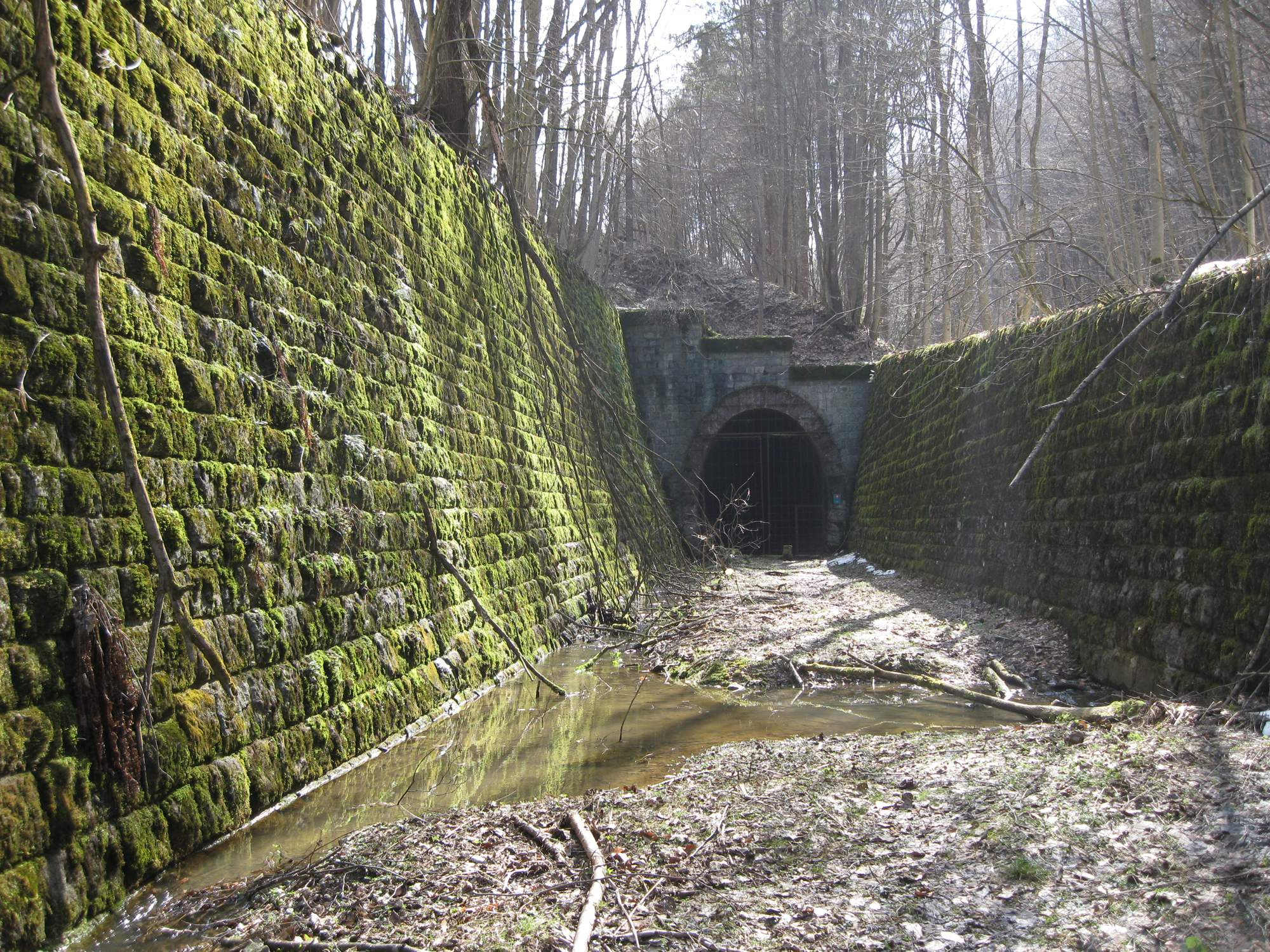
A Dielik-alagút északkeleti kapuzata

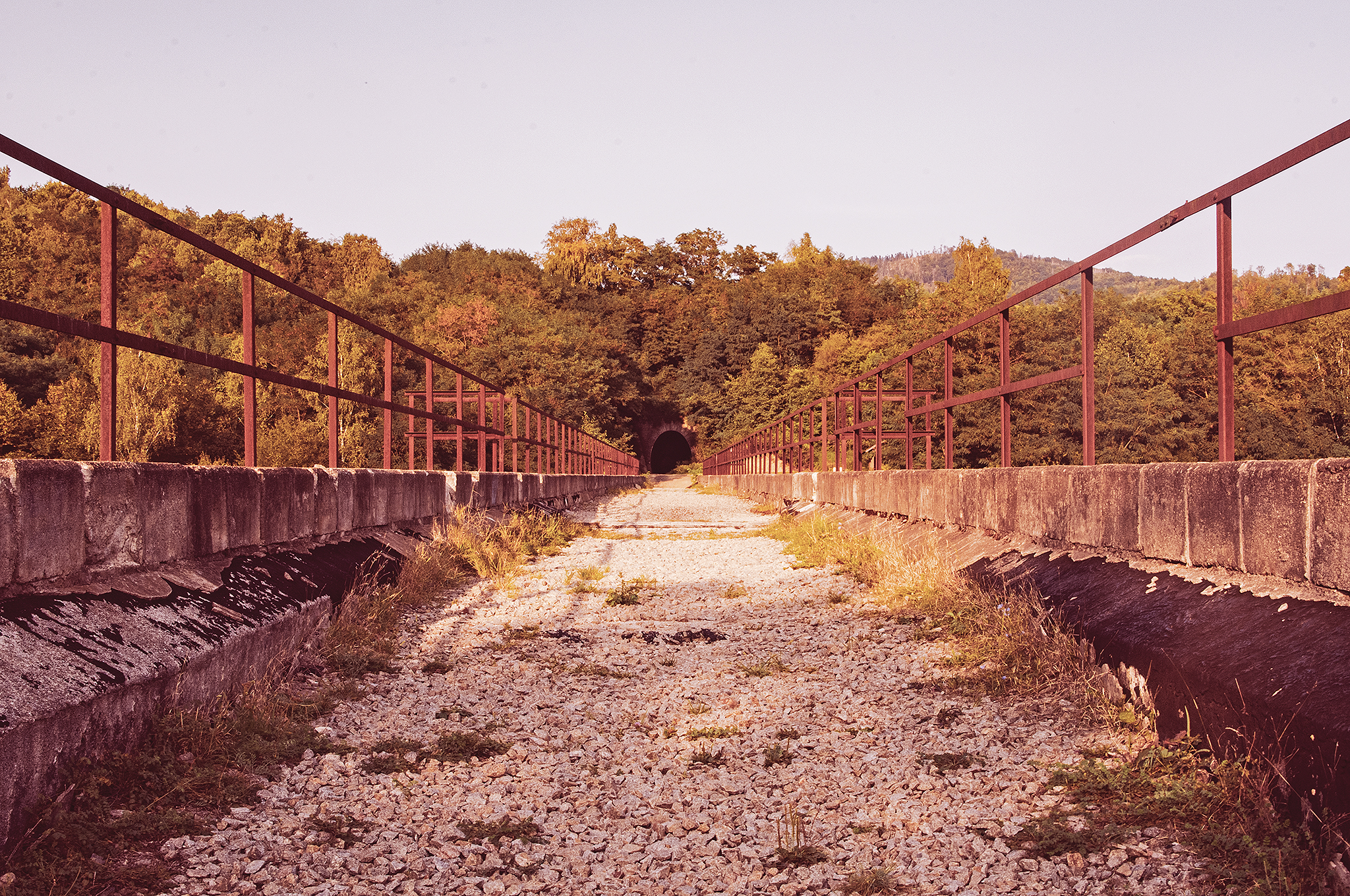
A Korpási völgyhíd és alagút (kelet felé nézünk)

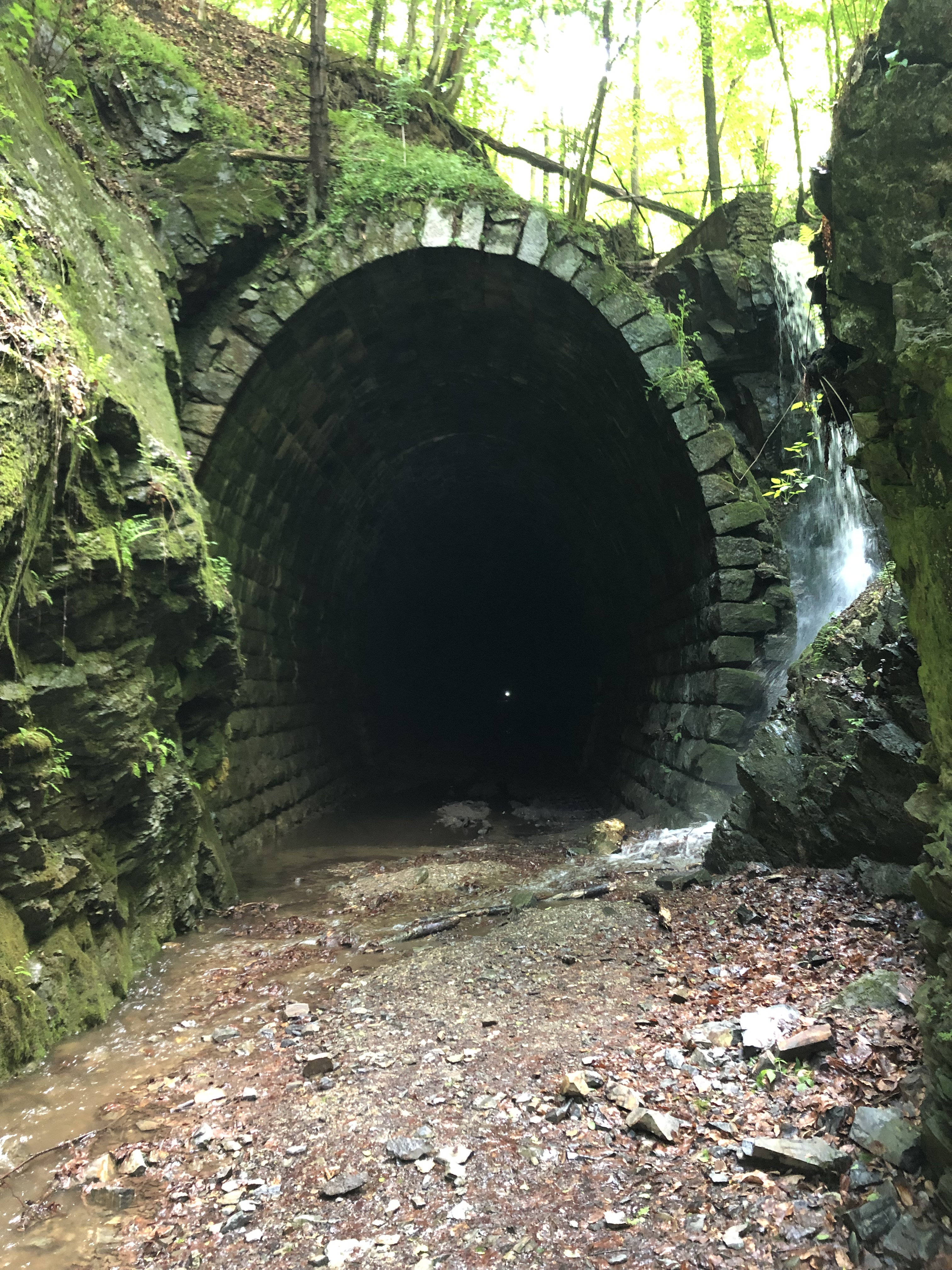
Nagyszabosi vagy más néven Homolyka-alagút délnyugati kapuzata

A Gömör-áttörés egy, a második világháború idején zajló vasútépítési projekt volt Szlovákiában, melynek a célja az volt, hogy négy, egymással a határok meghúzása miatt közvetlen belföldi kapcsolatban már nem álló vasútvonalat összekössön Gömörben. Építése az első bécsi döntést követően kezdődött el; mikor a háborús front Szlovákiát elérte, átmenetileg félbeszakadt, majd létszükséglete híján végül már nem fejeződött be.

## Szakaszok
Az elképzelés az alábbi kapcsolatokból áll:
- Erdőköz–Tiszolc (a fogaskerekű szakasz rekonstrukciója, a csúcsfordítós állomás átmenővé alakítása), majd
- Tiszolc–Nagyrőce (befejezetlen, 24 km, 6 alagúttal)
- Lubény–Nagyszabos (befejezetlen, 14 km, 3 alagút);
- Csetnek–Alsósajó (tervezett, 20 km, 5 alagút)
- Rimabánya–Rimakokova (tervezett)
- Dobsina–Imrikfalva (tervezett)

## Története
Az első bécsi döntés következtében Dél-Szlovákia magyarlakta területei visszakerültek a Magyar Királysághoz. Ez nagy érvágás volt a szlovákiai vasúthálózatnak, hiszen több vonalat egyszerűen kettévágtak az új határok. Különösen így volt ez Gömörben, ahol Rozsnyó és Losonc visszakerült Magyarországhoz, a térség vasúti kapcsolataival együtt, így a hálózat egyes részeit csak Magyarországon keresztül lehetett megközelíteni. Ez politikai nehézségeket okozott, mert bár a csehszlovákiai vasútnak passage joga volt a Magyarországra került hálózatrészeken keresztül, de az önállóvá váló Szlovákia kezdeti közeledése ellenére bizonytalannak ítélte meg a Magyarországgal való kapcsolatát. Különösen a nagyszabosi papírgyár sínylette ezt meg, amely működése erősen függött a vasúti kapcsolattól. A Breznóbánya–Tiszolc–Feled, a Pelsőc–Murány, és a Pelsőc–Nagyszabos vonalak szlovákiai területen egyáltalán nem voltak elérhetőek, így új, összekötő vasúti kapcsolatok rendszerének megépítését vették tervbe. Ennek érdekében Tiszolc és Nagyrőce közé terveztek vasútvonalat, nagyszabású építkezéssel, valamint Lubény és Nagyszabos között, illetve Csetnek és Alsósajó között. Később imrikfalvai és dobsinai hosszabbítással kalkuláltak.

## Építése
A Szlovák Közlekedési Bizottság már 1939 szeptemberében döntött az Alsósajó–Csetnek, Lubény–Nagyszabos, Murány–Tiszolc, és Rimabánya–Rimakokova szakaszok megtervezése felől. 1939 decemberében már készen álltak a tervek, a kivitelezés azonban lassan haladt, mert Szlovákia (mint Németország csatlós állama) elsősorban a hadászati szempontból jelentős vasútvonalak fenntartására és fejlesztésére volt rákényszerülve, továbbá először a losonci deltát építették meg. 1940 decemberében kezdték csak el az építkezést; és 58 km-nyi pályarészen dolgoztak: a 2. és 3. szakaszon kezdték el a munkálatokat, majd az 1. szakaszon. Már a legbonyolultabb műtárgyak is elkészültek, amikor a hadihelyzet változása miatt 1944-ben félbe kellett szakítani az egészet. A II. világháború után viszont folytatták a munkálatokat.
Tiszolcon az alagutat befejezték, ez 1949 óta üzemben is van, így a Zólyombrézó állomás felől Tiszolc állomás délnyugati oldalába korábban csúcsfordítós módon becsatlakozott hév-vonal azóta az északnyugati végébe fut be, átmenő állomássá alakítva azt. A nagyrőcei vonal nyomvonala Tiszolc állomás délkeleti végén ágazik ki kelet felé, egy hosszabb darabon ma is van vágány. Az alépítményen csak szakaszosan dolgoztak, a műtárgyak építését kritikusabb elkezdeni azok időigénye miatt. A Dielik-hágó alatt épült alagút (szlovákul: Tunel pod Dielikom) a Tiszolc–Murány műút alatt szintén elkészült 2 km-es hosszban, de nincs használatban (sőt, az egyik csatlakozó bevágást nem kezdték el, így tiszolci vége víz alatt áll, csak a kapuzat teteje látszik ki a vízállástól függő mértékben). Murányhosszúrét és Nagyrőce határában az alépítmény nagyrészt elkészült, több hídfő és áteresz az erdőben évtizedekig elhagyatottan állt, a közelmúltban turistaút és infotáblák vonzzák az érdeklődőket. A vonalszakasz végén a Murány felett híd áll, az alépítmény földútként Nagyrőce város egykori fürdői részének az alternatív megközelítését szolgálja.
Baráttelke település határában a korpási alagút és egy igen látványos viadukt szintén elkészültek, de sosem használták őket. Előtte és utána alépítményi munkák folytak, ezek helyén hol földút vezet, máshol benőtte a növényzet. A Homolyka alatt található 2400 méter hosszú nagyszabosi alagút (szlovákul: Tunel pod Homôľkou vagy Slavošovský tunel) szintén elkészült, teljes hosszában átjárható, de sosem üzemelt, a csatlakozó bevágás híján az északkeleti végéhez lépcsőn lehet lejutni. Innen Nagyszabosi állomás végpontjáig a nyomvonalon földút vezet.
Végül két okból nem vették használatba az egyébként előrehaladott állapotban elkészült szakaszokat. Az egyik, hogy a második világháború vége után Dél-Szlovákiát visszacsatolták Csehszlovákiához, és egyszerűen már nem volt nagy szükség az új vonalra a régiek visszakerülésével. A másik, hogy bár magán-vasúttársaságok próbálkoztak volna a használatukkal, de az 1948-as kommunista államcsínyt követően a vasutakat államosították, így viszont szintén nem volt értelme a használatuknak. A befejezetlen pálya ma egyedülálló vonzerővel bír a turisták számára.

## Érdekesség
A 2400 méteres nagyszabosi alagút belsejében ma kerékpárút vezet, így ez Európa legnagyobb kerékpáros alagútja, a világon a harmadik legnagyobb.

## Fordítás
- Ez a szócikk részben vagy egészben  a   Gemerské spojky című szlovák Wikipédia-szócikk ezen változatának fordításán alapul.  Az eredeti cikk szerkesztőit annak laptörténete sorolja fel. Ez a jelzés csupán a megfogalmazás eredetét és a szerzői jogokat jelzi, nem szolgál a cikkben szereplő információk forrásmegjelöléseként.